# Герб Джанкойського району
Герб Джанко́йського райо́ну — офіційний символ Джанкойського району Автономної Республіки Крим, затверджений 21 квітня 2005 року рішенням №4/20-29 Джанкойської районної ради.

## Опис герба
Гербовий щит має форму чотирикутника із загостренням в основі. У золотому полі з синіми шиповидними ниткоподобніми смугами, що не доходять до межі, лівий синій перев'яз. На перев'язу білий лук, між тятивою і луком вертикально поставлені три золотих колоса пшениці. Щит увінчаний спеціальною короною, що складається із золотих колосків та соняшника. Знизу щит прикрашений стрічкою кольорів кримського прапора із синім надписом Джанкойский район. З-за стрічки виникають червоні тюльпани з зеленим листям і стеблом.
Щитотримачі — срібні журавлі-красавки.

## Значення символів
Срібний лук відображає минуле джанкойської землі, пам'ять про народи, що кочували в безмежних степах північного Криму, відважнних та загадкових скіфів, кургани яких досліджені в межах району.
Золоте колосся — традиційний символ багатства землі, добробуту народу, що живе на ній. Окрім того, колосся відображає значну роль в економіці району вирощування, переробки та транспортування хлібу.
Сині хвилі в золотому полі символізують лазурні хвилі Північно-Кримського каналу, що перетворили сумовитий кримський степ у квітучу оазу.
Корона відображає сільськогосподарський устрій життя, девізна стрічка вказує на адміністративну приналежність, а тюльпани символізують квітучий степ Джанкойського району. Журавлі нагадують про величзне різноманіття птахів, що гніздяться та мігрують у заповідних степах Присивашшя.
Золотой колір символізує процвітання, багатство, пошану та справедливісті, синій — чисте небо, красу та відвертість.